# قصیر (سوریه)
قصیر (به عربی: القصیر)، شهری در سوریه و مرکز منطقه قصیر است. قصیر، ۲۹٬۸۱۸ نفر جمعیت دارد و ۵۴۰ متر بالاتر از سطح‌ دریا واقع شده است.